# 마쓰다이라 노부히라
마쓰다이라 노부히라(松平信平)는 에도 막부 전기의 하타모토로서 다카쓰카사 마쓰다이라가의 시조이다. 본성은 후지와라씨로서 오섭가의 분가인 다카쓰카사가 출신이다.
아버지는 관백 다카쓰카사 노부후사(鷹司信房)이며 형은 관백 노부히사(信尚), 누나는 에도 막부 미다이도코로 다카코(孝子)이다.
정실은 마쓰히메(松姫, 기슈번 초대 번주 도쿠가와 요리노부의 딸)이다. 장인 요리노부의 인연으로 마쓰다이라 성씨를 하사받는다.
| 전임 (도쿠가와 요리노부) | 제1대 다카쓰카사 마쓰다이라가 당주 1653년 ~ 1689년 | 후임 마쓰다이라 노부마사 |